# Distrito Vâlcea
La Vâlcea (AFI: /'vɨl.ʧea/, rumano alternativo: Vîlcea) es un distrito (județ) de Rumania, en Oltenia, cuya capital es Râmnicu Vâlcea (rum.alt. Rîmnicu Vîlcea).

## Fronteras
- el distrito Argeş al este
- los distritos Gorj y Hunedoara al oeste
- los distritos Sibiu y Alba al norte
- los distritos Dolj y Olt al sur

## Divisiones administrativas
El distrito tiene dos ciudades con estatus de municipiu, nueve ciudades con estatus de oraș y setenta y ocho comunas.

### Ciudades con estatus demunicipiu
- Râmnicu Vâlcea (capital)
- Drăgășani

### Ciudades con estatus deoraș
- Băbeni
- Băile Govora
- Băile Olănești
- Bălcești
- Berbești
- Brezoi
- Călimănești
- Horezu
- Ocnele Mari

### Comunas
- Alunu
- Amărăşti
- Bărbăteşti
- Berislăveşti
- Boişoara
- Budeşti
- Bujoreni
- Buneşti
- Câineni
- Cernişoara
- Copăceni
- Costeşti
- Creţeni
- Dăeşti
- Dănicei
- Diculeşti
- Drăgoeşti
- Fârtăţeşti
- Făureşti
- Frânceşti
- Galicea
- Ghioroiu
- Glăvile
- Goleşti
- Grădiştea
- Guşoeni
- Ioneşti
- Lăcusteni
- Lădeşti
- Laloşu
- Lăpuşata
- Livezi
- Lungeşti
- Măciuca
- Mădulari
- Malaia
- Măldăreşti
- Mateeşti
- Mihăeşti
- Milcoiu
- Mitrofani
- Muereasca
- Nicolae Bălcescu
- Olanu
- Orleşti
- Oteşani
- Păuşeşti
- Păuşeşti-Măglaşi
- Perișani
- Pesceana
- Pietrari
- Popeşti
- Prundeni
- Racoviţa
- Roeşti
- Roşiile
- Runcu
- Sălătrucel
- Scundu
- Sineşti
- Şirineasa
- Slătioara
- Stăneşti
- Ştefăneşti
- Stoeneşti
- Stoileşti
- Stroeşti
- Şuşani
- Suteşti
- Tetoiu
- Titeşti
- Tomşani
- Vaideeni
- Valea Mare
- Vlădeşti
- Voiceşti
- Zătreni